# Bathelémont
Bathelémont (bis 2011 Bathelémont-lès-Bauzemont ) ist eine französische Gemeinde mit 69 Einwohnern (Stand 1. Januar 2022) im Département Meurthe-et-Moselle in der Region Grand Est. Sie gehört zum Arrondissement Lunéville und zum Gemeindeverband Pays du Sânon.

## Geografie
Arracourt liegt auf 270 m Meereshöhe, etwa zwölf Kilometer nördlich der Stadt Lunéville und etwa 25 Kilometer östlich der Stadt Nancy.
Das Gemeindegebiet umfasst einen Abschnitt des Hügellandes zwischen den Mosel-Nebenflüssen Sânon im Süden und Seille im Norden. Die Nordgrenze des Gemeindegebietes markiert die Wasserscheide zwischen beiden Flüssen. Hier, im Forst Bois du Sentier de Vie, wird mit 335 m über dem Meer der höchste Punkt der Gemeinde erreicht. Das nach Süden abfallende Gelände wird durch die Bäche Ruisseau de la Fossatte und Ruisseau de Haute Foucray in Richtung Sânon entwässert. Bis auf kleine Waldanteile im Norden und Obstbäume rund um das Dorf dominieren große Ackerflächen das Areal der Gemeinde.
Nachbargemeinden von Bathelémont sind Arracourt im Norden, Bures im Osten, Hénaménil im Südosten, Bauzemont im Süden, Valhey im Südwesten sowie Athienville im Nordwesten.

## Geschichte

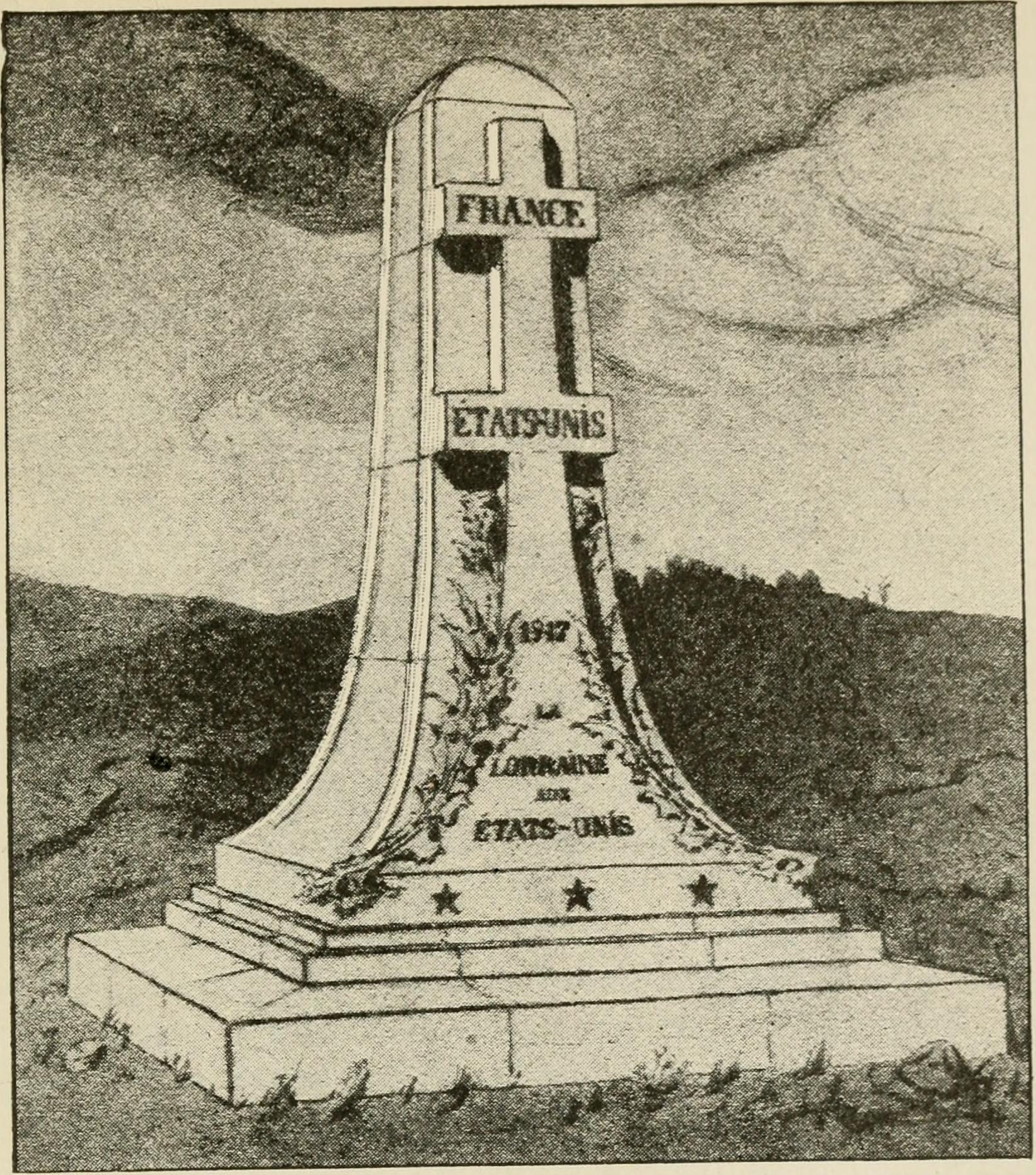
Denkmal für James B. Gresham, Merle D. Hay und Thomas F. Enright, von Louis Majorelle entworfen, in November 1918 errichtet und von den Deutschen im Oktober 1940 zerstört.

Der Name Bathelémont taucht erstmals im späten 11. Jahrhundert in einer Urkunde der Gräfin Sophia von Bar auf.
Im Mittelalter war das Dorf in zwei Herrschaften geteilt: ein Teil war dem Bischof von Metz untertan, der andere gehörte dem Herzog von Lothringen. Ausgedehnte Ländereien um Bathelémont gehörten im 18. Jahrhundert dem Haus Ficquelmont, einem alten lothringischen Adelsgeschlecht. Erst durch die Französische Revolution wurde Bathelémont wieder vereint.
1917 wurde in Bathelémont das erste Denkmal für im Ersten Weltkrieg gefallene Amerikaner auf französischem Boden errichtet. Es wurde während des Zweiten Weltkrieges zerstört und später wieder neu errichtet.
Eine zweite lothringische Gemeinde namens Bathelémont existierte bis 1806. Sie ging vollständig in Laxou auf, einer Vorstadt von Nancy. Heute auf keiner Karte mehr verzeichnet, entfiel der Grund für den Namenszusatz -lès-Bauzemont, sodass das Innenministerium dem Antrag auf Umbenennung der Gemeinde von Bathelémont-lès-Bauzemont nach Bathelémont am 22. März 2011 zustimmte.

### Bevölkerungsentwicklung
| Jahr      | 1962 | 1968 | 1975 | 1982 | 1990 | 1999 | 2007 | 2019 |
| Einwohner | 74   | 79   | 71   | 66   | 71   | 65   | 58   | 65   |

Im Jahr 1821 wurde mit 274 Bewohnern die bisher höchste Einwohnerzahl ermittelt. Die Zahlen basieren auf den Daten von cassini.ehess und INSEE.

## Sehenswürdigkeiten
- Kirche St. Johannes der Täufer (Église Saint-Jean-Baptiste), rekonstruiert nach 1918

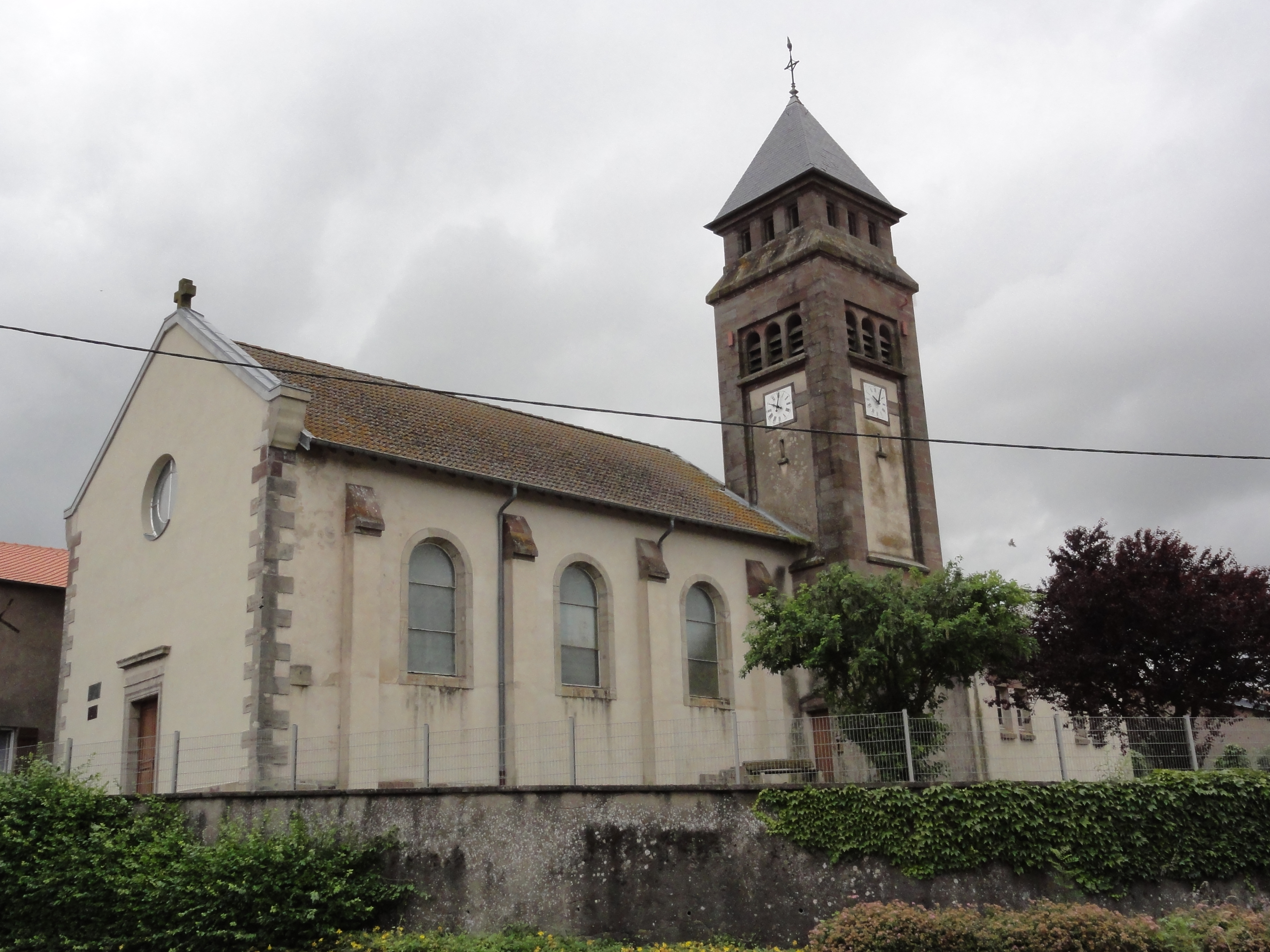
Kirche Saint-Jean-Baptiste
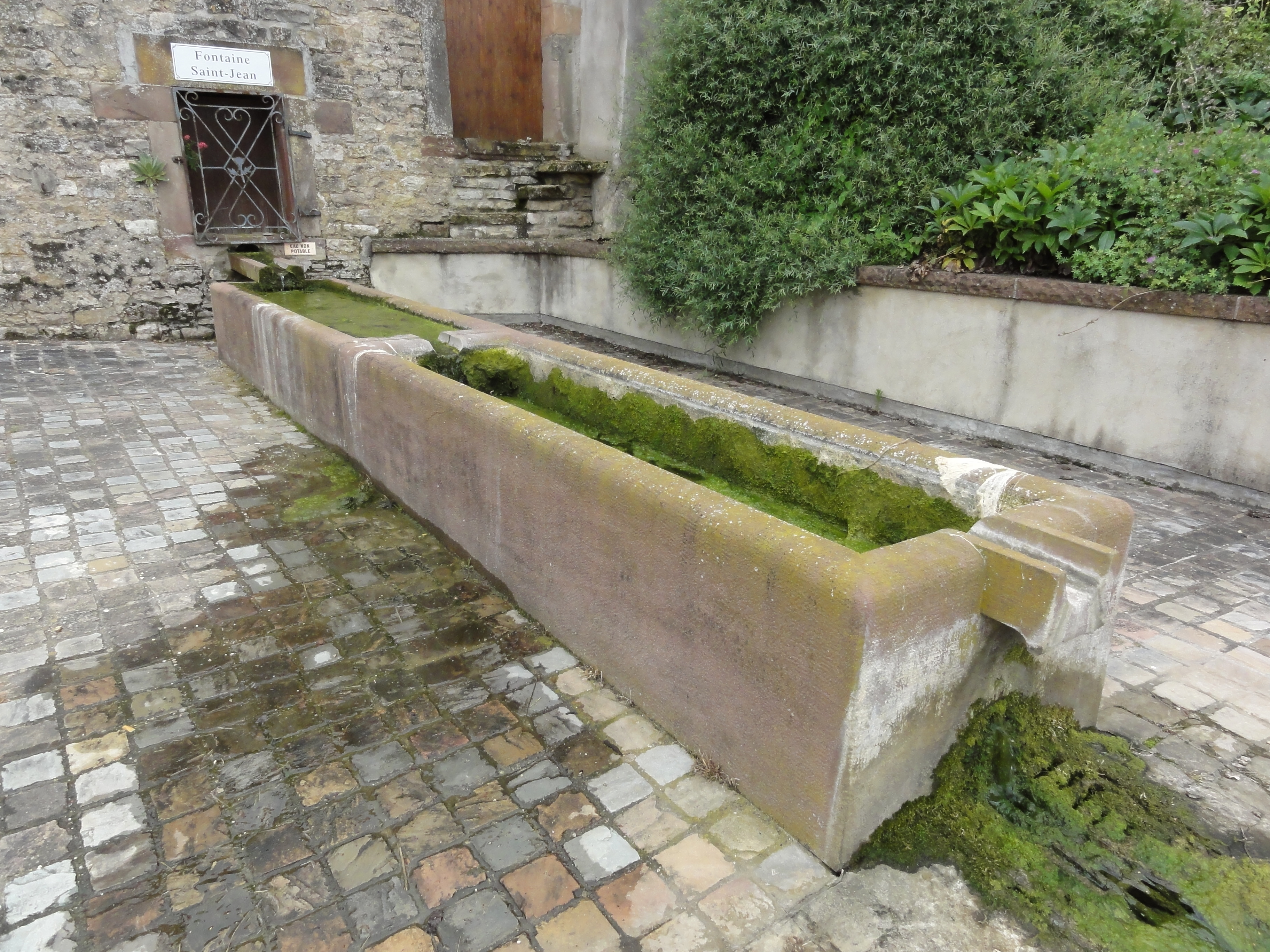
Brunnen Saint-Jean
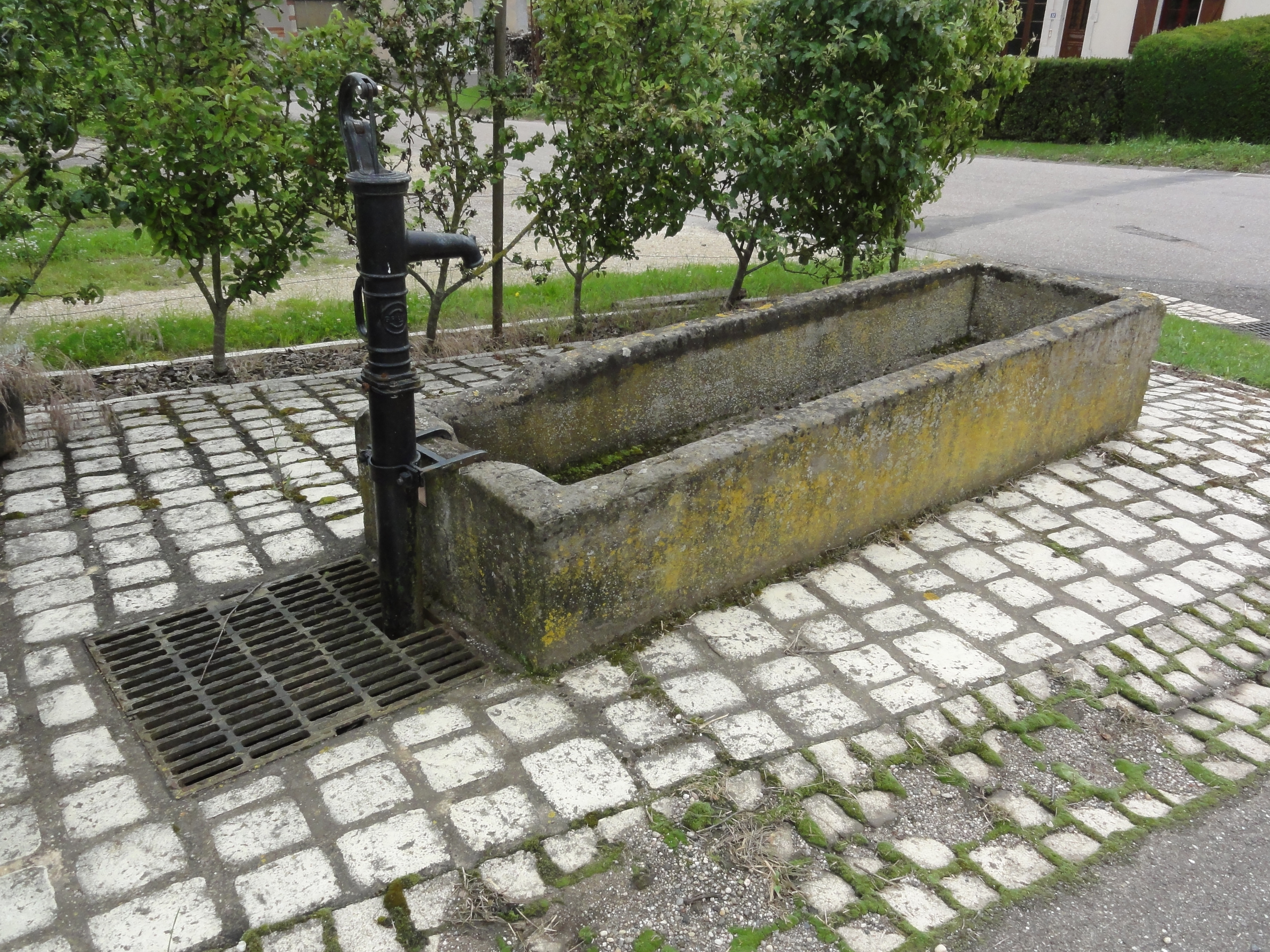
Einer der Brunnen mit Pumpe

## Wirtschaft und Infrastruktur
In der Gemeinde sind vier Landwirtschaftsbetriebe ansässig (hauptsächlich Getreideanbau).
Bathelémont liegt abseits der überregional wichtigen Verkehrsströme. Westlich des Dorfes verläuft die Fernstraße von Lunéville über Moyenvic nach Château-Salins. Weitere Straßen verbinden das Dorf mit den Nachbargemeinden Bures und Bauzemont.

## Persönlichkeiten
Am 3. Februar 1753 wurde in Bathelémont Jean-Nicolas Stofflet geboren, er war einer der Anführer des Aufstandes der Vendée.

## Belege
1. ↑  Henri Lepage: Communes de la Meurthe, journal historique des villes, bourgs, villages... auf books.google.fr (französisch)
2. ↑  Monument
3. ↑  Dekret des Innenministers (Memento des Originals vom 13. Dezember 2015 im Internet Archive)  Info: Der Archivlink wurde automatisch eingesetzt und noch nicht geprüft. Bitte prüfe Original- und Archivlink gemäß Anleitung und entferne dann diesen Hinweis.
4. ↑  Bathelémont auf cassini.ehess
5. ↑  Bathelémont auf INSEE
6. ↑  Landwirtschaftsbetriebe auf annuaire-mairie.fr (französisch)